# Diecéze Ragusa
Diecéze Ragusa (latinsky Dioecesis Ragusiensis) je římskokatolická diecéze na italské Sicílii, která tvoří součást Církevní oblasti Sicílie. Je sufragánní vůči arcidiecézi syrakuské.

## Stručná historie
Diecéze Ragusa vznikla v roce 1950 vyčleněním z arcidiecéze syrakuské, a původně s ná byla aeque principaliter spojena, přičemž zřizovací bula papeže Pia XII. předpokládala v Raguse světícího biskupa. Již v roce 1955 byly ovšem diecéze rozděleny a Ragusa dostala svého vlastního diecézního biskupa, jímž byl Mons. Francesco Pennisi (dosavadní světící biskup). 